# Radka Stojanova
Radka Jordanova Stojanova (bulgariska: Радка Йорданова Стоянова), född den 7 juli 1964 i Varna i Bulgarien, är en bulgarisk roddare.
Hon tog OS-silver i tvåa utan styrman i samband med de olympiska roddtävlingarna 1988 i Seoul.